# Istituto nazionale di genetica per la cerealicoltura

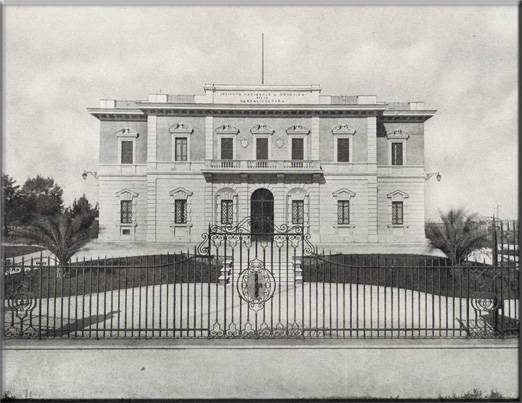
La sede dell'Istituto Nazionale di Genetica per la Cerealicoltura

L'Istituto nazionale di genetica per la cerealicoltura conosciuto anche con l'acronimo INGC fu fondato nel 1919, soprattutto su impulso di Nazareno Strampelli.
Ebbe il riconoscimento ufficiale di "ente morale autonomo sotto la vigilanza del Ministero dell'agricoltura" con un decreto luogotenenziale. 
La prima articolazione dell'Istituto è fissata dall'articolo 1 di detto decreto: una stazione fitotecnica a Foggia (realizzata nell'agosto 1919), una a Palermo e una a Roma (azienda Inviolatella, acquisita nel 1920). 
Negli anni successivi l'istituto continuò ad espandersi con la stazione fitotecnica di Cagliari (1928) e quelle di Badia Polesine, Montagnana, Urbino e Forlì (1937). 
Nel frattempo per munifico dono della famiglia del conte Gian Giacomo Morando Attendolo Bolognini l'INGC acquisì il castello di Sant'Angelo Lodigiano corredato da un fondo agricolo di 400 ettari. Venne perciò costituita, tramite apposita fondazione, una stazione fitotecnica per l'Italia settentrionale.
La sede storica dell'Istituto è situata in via Cassia 176; dopo vari riordini amministrativi, l'ente, ribattezzato Istituto Sperimentale per la Cerealicoltura, ne ha stabilito nel 2016 la dismissione e l'alienazione.